# The Fantastic Adventures of Dizzy
The Fantastic Adventures of Dizzy is een computerspel uit 1991. Het spel is een sidescrolling platformspel. De speler bestuurt Dizzy en moet deze door diverse levels leiden. Hierbij kunnen voorwerpen worden gevonden om eenvoudige puzzels op te lossen. Voordat de speler Daisy kan redden moeten alle sterren gehaald worden om de weg poort naar de toren te openen.

## Platforms
| Jaar | Platform                                              |
| ---- | ----------------------------------------------------- |
| 1991 | NES                                                   |
| 1993 | Amiga, Game Gear, SEGA Master System, Sega Mega Drive |
| 1994 | DOS                                                   |

## Ontvangst
| Beoordeeld door                 | Platform        | Datum         | Score |
| ------------------------------- | --------------- | ------------- | ----- |
| N-Force                         | NES             | december 1992 | 92%   |
| N-Force                         | NES             | november 1992 | 92%   |
| N-Force                         | NES             | juni 1992     | 90%   |
| Amiga Power                     | Amiga           | januari 1994  | 80%   |
| Game Players                    | Sega Mega Drive | februari 1994 | 73%   |
| Electronic Gaming Monthly (EGM) | Sega Mega Drive | december 1993 | 66%   |
| Amiga Joker                     | Amiga           | januari 1994  | 62%   |
| GamePro (USA)                   | NES             | december 1991 | 60%   |
| Total! (Duitsland)              | NES             | juni 1993     | 55%   |
| PC Zone                         | DOS             | mei 1994      | 5%    |